# Marcin Szeląg
Marcin Szeląg (ur. 7 lipca 1981 w Bydgoszczy) – polski szachista, mistrz międzynarodowy od 2000 roku.

## Kariera szachowa
Wielokrotnie występował w finałach mistrzostw Polski, Europy i świata juniorów w różnych kategoriach wiekowych. Dwukrotnie (w latach 1995 – do 14 lat i 1997 – do 16 lat) zdobył tytuły mistrza kraju juniorów. W 1997 r. osiągnął również największy sukces na arenie międzynarodowej (w kategorii juniorów), zajmując V miejsce na mistrzostwach świata do 16 lat.
W 2001 r. zdobył (w barwach KS "Pocztowiec" Poznań) brązowy medal na drużynowych mistrzostwach Polski w Głogowie. W 2003 r. zwyciężył w otwartym turnieju w Poznaniu oraz podzielił I m. w Zugu. W 2004 r. zajął I m. w turnieju open w Kożuchowie oraz podzielił III m. (za Lubomirem Michalecem i Piotrem Bobrasem, wspólnie z Radosławem Wojtaszkiem) w kolejnym turnieju w Poznaniu. W 2005 r. podzielił II m. (za Radosławem Wojtaszkiem, wspólnie z Władimirem Małaniukiem i Pawłem Czarnotą) w festiwalu Cracovia 2004/05 w Krakowie, zadebiutował w Poznaniu w finale mistrzostw Polski seniorów, zajmując XIV miejsce oraz zwyciężył w otwartym turnieju w Poznaniu. W 2006 r. odniósł duży sukces, dzieląc II m. (za Aleksandrem Moisejenko, wspólnie z m.in. Wugarem Gaszimowem, Siergiejem Azarowem, Władimirem Burmakinem i Krishanem Sasikiranem) w Cappelle-la-Grande. Podzielił również I m. w kolejnym międzynarodowym turnieju, rozegranym w Poznaniu. W 2007 r. podzielił II m. (za Arturem Jakubcem, wspólnie z m.in. Wadimem Szyszkinem) w Krakowie oraz po raz kolejny podzielił I m. w Poznaniu, natomiast w 2010 r. zwyciężył w Poznaniu.
Najwyższy ranking w dotychczasowej karierze osiągnął 1 maja 2013 r., z wynikiem 2501 punktów zajmował wówczas 30. miejsce wśród polskich szachistów.

## Życie zawodowe
Jest pracownikiem naukowym Instytutu Informatyki Politechniki Poznańskiej, posiada stopień doktora inżyniera. Został laureatem konkursu PSSI na najlepszą pracę doktorską ze Sztucznej Inteligencji za pracę Application of the Dominance-based Rough Set Approach to Ranking and Similarity-based Classification Problems (Zastosowanie teorii zbiorów przybliżonych z relacją dominacji do problemów porządkowania i klasyfikacji na podstawie podobieństwa).